# Internationales Komitee zur wissenschaftlichen Erforschung der Ursachen und Folgen des Zweiten Weltkriegs
Das Internationale Komitee zur wissenschaftlichen Erforschung der Ursachen und Folgen des Zweiten Weltkriegs (kurz Luxemburger Komitee oder IKL; anfangs „Europäisches Komitee zur wissenschaftlichen Erforschung der Gewaltherrschaft 1933–1945“) war eine 1968 gegründete, de facto bis in die 1980er Jahre bestehende Organisation. Ursprünglich wollte sie Ursachen und Folgen des Zweiten Weltkriegs erforschen. Tatsächlich konzentrierte sie sich aber weitgehend darauf nachzuweisen, dass die Führung der Nationalsozialisten den Reichstagsbrand vom Februar 1933 verantwortete.

## Geschichte und praktische Wirksamkeit des Komitees
Das Komitee wurde nach längeren Vorbereitungen am 18. Januar 1968 anlässlich einer Tagung mit dem Titel „Treffen von Schriftstellern, Wissenschaftlern und Politikern im Exil 1933-1945“ in Luxemburg unter der Bezeichnung „Europäisches Komitee zur wissenschaftlichen Erforschung der Gewaltherrschaft 1933-1945“ mit dem Ziel gegründet, durch eine koordinierte Zusammenarbeit von Historikern und Politikwissenschaftlern, die auf dem Gebiet der Erforschung der Geschichte der 1930er und 1940er Jahre tätig waren, zu vertieften Kenntnissen der Entstehung und Konsolidierung der NS-Herrschaft in Deutschland, der Vorbereitung des Zweiten Weltkriegs und des Geschehens der Kriegsjahre zu gelangen.
Das Patronat über das Komitee übernahmen der luxemburgischen Außenminister Pierre Grégoire, der französischen Kulturminister André Malraux sowie der deutsche Außenminister Willy Brandt. Die wissenschaftliche Leitung des Komitees lag in den Händen des Schweizer Historikers Walther Hofer. Die Funktion des mit der praktischen Geschäftsführung des Komitees betrauten Generalsekretärs wurde dem Publizisten Edouard Calic übertragen. Weitere Forscher, die sich maßgeblich an der Arbeit des Komitees beteiligten, waren Hofers Assistent Christoph Graf sowie der Berliner Historiker Friedrich Zipfel. Nahe standen ihm zudem die Historiker Jürgen Schmädeke, Karl Dietrich Bracher, Henri Michel und Golo Mann, der Publizist Eugen Kogon, der Thermodynamiker Karl Stephan (seinerzeit Direktor des Instituts für Thermodynamik der TU Berlin) und der Kriminologe Heinz Leferenz (seinerzeit Professor für Kriminologie an der Universität Heidelberg) sowie der ehemalige stellvertretende amerikanische Chefankläger während der Nürnberger Prozesse Robert Kempner.
Das politische Hauptanliegen des Komitees war es zunächst, revisionistischen Tendenzen in der Zeitgeschichtsforschung zur NS-Zeit – so z. B. dem funktionalistischen Interpretationsansatz zur Genese der NS-Diktatur, der sich damals zu etablieren begann – mittels „wissenschaftlich festgestellter Tatsachen“ entgegenzuwirken.
Im Gründungstatut wurde festgelegt, dass man den folgenden Thesen entgegenwirken wolle:
„1. Es gab kein nationalsozialistisches Programm für die Einführung des Totalitarismus und die Vorbereitung und Entfesselung des Krieges.
2. Die Verhältnisse in den Konzentrationslagern und der Völkermord waren das Ergebnis des dem Dritten Reich aufgezwungenen Krieges, und die Schilderungen des Terrors und des Genozids sind im großen und ganzen übertrieben.
3. Die militärische Niederlage war das Ergebnis politischen Verrats.“
In der Praxis beschränkte die Tätigkeit des Komitees sich jedoch im Wesentlichen auf die Erforschung des Reichstagsbrandes vom Februar 1933 und die Veranstaltungen von Ausstellungen und Symposien sowie insbesondere die Veröffentlichung von Büchern über dieses Thema.

## Forschungen und Publikationen zum Reichstagsbrand
Die weitaus bekannteste Gliederung des Komitees war die sogenannte „Reichstagsbrand-Kommission“, eine sich aus Historikern, Thermodynamikern und Kriminologen zusammensetzende Arbeitsgruppe, sich bis in die 1980er Jahre mit der Erforschung des Reichstagsbrandes vom 27. Februar 1933 befasste. Diese definierte als Ziel ihrer Forschungsarbeit die Widerlegung der sogenannten „Einzeltäterthese“, der zufolge der Niederländer Marinus van der Lubbe das Reichstagsgebäude am Abend des 27. Februar 1933 allein, d. h. ohne Mittäter, Anstifter oder Hintermänner in Brand gesteckt habe, bzw. den Nachweis, dass der Brand tatsächlich auf Betreiben führender Nationalsozialisten und unter Mitwirkung von weiteren Tätern aus der Anhängerschaft der NS-Bewegung gelegt worden war. In diesem Zusammenhang wurde 1972 und 1978 eine zweibändige Quellenedition über den Reichstagsbrand sowie ein, ebenfalls 1978 erschienener, Forschungsbericht veröffentlicht.
Während der erste Band der Dokumentation den Anspruch erhob, einen „negativen“ Beweis dafür zu erbringen, dass die Einzeltäterthese unzutreffend sei, indem er mithilfe brandtechnischer Expertisen und anderer Materialien Belege veröffentlichte, denen zufolge es für einen Einzeltäter unmöglich gewesen wäre das Reichstagsgebäude mit den van der Lubbe zur Verfügung stehenden Mitteln in Brand zu setzen, erklärte der zweite Band, einen „positiven“ Beweis für die nationalsozialistische Täterschaft vorzulegen, indem er Dokumente veröffentlichte, aus denen nach Auffassung der Herausgeber klar die Täterschaft der Nationalsozialisten bei der Brandstiftung hervorgehe. Besonders der zweite Dokumentationsband wurde nach seinem Erscheinen scharf angegriffen. Namentlich wurde den Herausgebern vorgeworfen, dass sie gefälschten Quellen aufgesessen wären und diese durch ihre Veröffentlichung verbreitet, oder diese sogar selbst fabriziert hätten. Als Belege hierfür wurden inhaltliche Unstimmigkeiten und Anachronismen sowie sprachliche Irregularitäten, die sich in einigen Dokumenten fanden, ins Feld geführt. Die Folge war, dass es zu scharfen Auseinandersetzungen zwischen Forschern des Komitees und ihren Kritikern kam, die sich bis Ende der 1980er Jahre hinzogen. Eine vom Bundesarchiv Koblenz vorgeschlagene Authentizitätsprüfung der befehdeten Dokumente scheiterte daran, dass das Komitee lediglich im Besitz von Kopien, nicht aber der Originale, der betreffenden Unterlagen war.

## Veranstaltungen
- 28. bis 30. April 1969: „Symposium über nationalsozialistische Maßnahmen zur Täuschung des deutschen Volkes und der Weltöffentlichkeit“ in Luxemburg
- Mai 1970: Symposion in West-Berlin
- September 1970: Symposion „Der Weltkrieg und der Frieden zwischen den Völkern“ in Zagreb. Schirmherrschaft: Josip Tito, Teilnehmer: Charles Bloch, Karl Dietrich Bracher, Eugen Kogon, Friedrich Zipfel
- 1973: Ausstellung „1933 – Der Reichstag brennt!“ in Oberhausen
- 1975: Symposion in Jugoslawien
- 1979: Symposion in Paris »La Guerre hitlerienne devant l’Histoire«
- 1980: Ausstellung „40 Joer Zweete Weltkrich“ in Luxemburg
- 1982: Ausstellung zum 40. Jahrestag der Wannseekonferenz in Oberhausen
- Januar 1983: Symposion in Paris

## Kritik
Dem Komitee wurde vorgeworfen, Geschichtsfälschungen zu verbreiten. Der Politikwissenschaftler Uwe Backes wirft dem Komitee vor, Wissenschaftler und Publizisten, die in der Kontroverse um den Reichstagsbrand die Alleintäterthese vertreten, unter NS-Verdacht zu stellen und Verschwörungstheorien über sie zu verbreiten, um sie mundtot zu machen.

## Veröffentlichungen des Komitees
Hauptpublikationen:
- Edouard Calic / Walther Hofer / Karl Stephan (u. a.): Der Reichstagsbrand. Eine wissenschaftliche Dokumentation, Bd. 1, Berlin 1972.
- Edouard Calic / Christoph Graf / Walther Hofer: Der Reichstagsbrand. Eine wissenschaftliche Dokumentation, Bd. 2, Berlin 1978.
- Der Reichstagsbrand. Die Provokation des 20. Jahrhunderts. Ein Forschungsbericht, Luxemburg 1978.

Kleinere Publikationen:
- Edouard Calic / Jürgen Schmädeke / Friedrich Zipfel (Hrsg.): 1933: Der Reichstag brennt, Oberhausen 1973.
- Simone Veil / Wolfgang Scheffler / Internationales Komitee Luxemburg: Auschwitz, Mahnung und Verpflichtung: Gedenkausstellung zum 40. Jahrestag der sogenannten Wannsee-Konferenz, 1982.